# قائمة قادة أرمينيا
هذه قائمة قادة أرمينيا من 1918 إلى الوقت الحاضر. وهي تضم قادة جمهورية أرمينيا الأولى التي لم تدم طويلاً (1918-1920)، وأرمينيا السوفيتية (1920-1991)، وحكومة ما بعد الاتحاد السوفيتي.

## قادة أرمينيا (1918 إلى الوقت الحاضر)
رؤساء وزراء أرمينيا
- هوفانيس كاجازني (30 يونيو 1918 - 28 مايو 1919)
- ألكسندر كاتيسيان (28 مايو 1919 - 5 مايو 1920)
- حمو اوهانجانيان (مايو 1920 - 25 نوفمبر 1920)
- سيمون فراتسيان (25 نوفمبر 1920 - 2 ديسمبر 1920).

## جمهورية ما وراء القوقاز الاشتراكية السوفيتية(1922-1936) وجمهورية أرمينيا الاشتراكية السوفيتية(1936-1991)

### أمناء الحزب الشيوعي الأرميني
- جيفورك عليخانيان (ديسمبر 1920 - أبريل 1921)
- سرجس لوكاشين (أبريل 1921 - 29 أبريل 1922)
- أسكاناز مرافيان (29 أبريل 1922 - مارس 1923)
- أشوت هوفهانيسيان (مارس 1923 - يوليو 1927)
- هايك أوسيبيان (يوليو 1927 - أبريل 1928)
- أيكاز كوستانيان (أبريل 1928 - 7 مايو 1930)
- أغاسى خانجيان (7 مايو 1930 - 6 يوليو 1936)
- أماتوني فارتابتيان ( يوليو 1936 - 21 سبتمبر 1937)
- غريغوري أروتيونوف (24 سبتمبر 1937 - نوفمبر 1953)
- سورين توفاسميان (نوفمبر 1953 - 28 ديسمبر 1960)
- ياكوف زاروبيان (28 ديسمبر 1960 - 5 فبراير 1966)
- أنطون كوشينان (5 فبراير 1966 - 27 نوفمبر 1974)
- كارين ديميرشيان (27 نوفمبر 1974 - 21 مايو 1988)
- سورين أروتيونيان (مايو 1988 - 6 أبريل 1990)
- فلاديمير موفسيسيان (6 أبريل 1990 - 30 نوفمبر 1990)
- ستيبان بوغوسيان (30 نوفمبر 1990 - 14 مايو 1991)
- آرام جاسبار سركسيان (14 مايو 1991 - 7 سبتمبر 1991)

### رئيس المجلس الأعلى
- ليفون تير-بتروسيان (4 أغسطس 1990 - 11 نوفمبر 1991)

## أرمينيا (1991-الآن)
| № | الإسم (مولده -ووفاته)          | الصورة | الانتخاب  | استلام المنصب  | تسليم المنصب  | الحزب                   |
| - | ------------------------------ | ------ | --------- | -------------- | ------------- | ----------------------- |
| 1 | ليفون تير-بيتروسيان (1945–)    |        | 1991 1996 | 11 نوفمبر 1991 | 3 فبراير 1998 | الحركة القومية الأرمنية |
| 2 | روبرت كوتشاريان (1954–)        |        | 1998 2003 | 4 فبراير 1998  | 9 أبريل 2008  | مستقل                   |
| 3 | سيرج سركسيان (1954–)           |        | 2008 2013 | 9 أبريل 2008   | 9 أبريل 2018  | حزب أرمينيا الجمهوري    |
| 4 | أرمين سركيسيان (1953–)         |        | 2018      | 9 أبريل 2018   | 1 فبراير 2022 | مستقل                   |
| — | آلين سيمونيان (acting) (1980–) |        | —         | 1 فبراير 2022  | 13 مارس 2022  | العقد المدني            |
| 5 | فاهاجن خاتشاتوريان (1959–)     |        | 2022      | 13 مارس 2022   | في المنصب     | مستقل                   |

### رؤساء الوزراء
استناداً إلى دستور أرمينيا الجديد الذي دخل حيز النفاذ في 9 أبريل 2018، أصبح المنصب الرئاسي شرفيًا والقوة الرئيسية تكمن في رئيس الوزراء.
| №  | الاسم (ووفاته–مولده)               | الصورة | استلام المكتب | تسليم المكتب  | الحفل المقيم         |
| -- | ---------------------------------- | ------ | ------------- | ------------- | -------------------- |
| -  | كارين كارابتيان (بالوكالة) (1963–) |        | 9 أبريل 2018  | 17 أبريل 2018 | حزب أرمينيا الجمهوري |
| 15 | سيرج سركسيان (1954–)               |        | 17 أبريل 2018 | 23 أبريل 2018 | حزب أرمينيا الجمهوري |
| -  | كارين كارابتيان (بالوكالة) (1963–) |        | 23 أبريل 2018 | 8 مايو 2018   | حزب أرمينيا الجمهوري |
| 16 | نيكول باشينيان (1975–)             |        | 8 مايو 2018   | حتى الآن      | العقد المدني         |

## روابط أخرى
- The Government of the Republic of Armenia
- President of Armenia